# Rainer Schönfelder
Rainer Schönfelder (* 13. Juni 1977 in Wolfsberg) ist ein ehemaliger österreichischer Skirennläufer und Unternehmer. Er war vorwiegend auf die technischen Disziplinen Slalom und Riesenslalom spezialisiert, startete im Laufe seiner Karriere aber auch öfters in Kombinationen sowie in Abfahrt und Super-G. Schönfelder zählte während mehrerer Jahre zu den weltbesten Slalomläufern, gewann fünf Weltcup-Slaloms und in der Saison 2003/04 den Slalomweltcup. Zudem gewann er vier Medaillen bei Weltmeisterschaften und Olympischen Spielen und wurde je zweimal Juniorenweltmeister und Österreichischer Meister. Von 2008 bis 2010 wurde seine Karriere durch Verletzungen mehrmals unterbrochen. Neben seiner Tätigkeit als Sportler trat er auch als Sänger auf.

## Biografie

### Sportliche Karriere
Rainer Schönfelder wurde zwar in Wolfsberg geboren, ist aber ein Südkärntner und hat den in Bleiburg ansässigen SC Petzen-Unterland als seinen Heimatklub, das Skigebiet Petzen bot ihm Gelegenheit zu seiner sportlichen Entwicklung. Deshalb wurde er (und wird es auch noch später) von den heimischen Medien liebevoll mit dem Beinamen „Petzenbär“ ausgestattet. Erste Erfolge auf nationaler Ebene gelangen Schönfelder zu Beginn der 1990er-Jahre mit fünf Siegen bei den Österreichischen Schülermeisterschaften. Von 1994 bis 1996 kamen vier Siege bei den Österreichischen Jugendmeisterschaften und der Sieg in der Kombination bei den Österreichischen Meisterschaften 1996 hinzu. Auf internationaler Ebene trat er erstmals bei den Juniorenweltmeisterschaften 1996 in Hoch-Ybrig ins Rampenlicht, als er den Riesenslalom und die Kombination gewann und Zweiter im Slalom wurde. Der Kombi-Sieg wurde dabei durch Rang 12 in der Abfahrt ermöglicht, denn diese Wertung wurde aus den Resultaten der drei vorgenannten Einzeldisziplinen ermittelt. Ebenfalls 1996 gelang ihm der erste Podestplatz im Europacup mit dem dritten Rang im Slalom am Sella Nevea. Er konnte als Juniorenweltmeister im Riesenslalom auch beim Saisonfinale in Hafjell erstmals an einem Weltcuprennen teilnehmen, bei dem er den zwölften Platz erreichte.
Ab der Saison 1998/99 startete Schönfelder regelmäßig im Weltcup – zunächst nur im Slalom und ab dem nächsten Winter auch im Riesenslalom. Nach mehreren Top-10-Platzierungen feierte er am 6. Februar 2000 im Slalom von Todtnau seinen ersten Weltcupsieg, der zugleich sein erster Podestplatz war – und dies nach nur Rang 9 nach dem ersten Lauf. Damit war er in der Saison 1999/2000 erstmals unter den besten zehn im Slalomweltcup zu finden, wo er auch während der nächsten fünf Jahre blieb. Im Winter 2000/01 kamen zwei weitere Weltcup-Podestplätze in den Slaloms der 3-Tre-Rennen von Madonna di Campiglio und der Lauberhornrennen in Wengen hinzu. Bei den Weltmeisterschaften 2001 in St. Anton am Arlberg verfehlte er als Vierter der Kombination und Sechster des Slaloms nur knapp die Medaillenränge. Wiederum Vierter wurde er im folgenden Jahr in der Kombination der Olympischen Winterspiele 2002 in Salt Lake City. Im Olympiaslalom schied er bereits im ersten Durchgang aus. Schönfelders gute Kombinationsresultate zeigten sein Potential in den schnellen Disziplinen Abfahrt und Super-G, obwohl er zu jenem Zeitpunkt weder im Welt- noch im Europacup diese Disziplinen gefahren war. Im Weltcup brachte die Saison 2001/02 seinen zweiten Sieg im Slalom von Kitzbühel und die Saison 2002/03 den dritten und vierten Sieg in den Slaloms von Park City und Shigakōgen. Den Slalomweltcup beendete er 2002/03 an dritter Position. Weniger erfolgreich verliefen allerdings die Weltmeisterschaften 2003 in St. Moritz, bei der er Zehnter in der Kombination wurde, aber im ersten Durchgang des Slaloms ausschied.
In der Saison 2003/04 zeigte sich Schönfelder mit Top-5-Platzierungen in neun der elf Weltcupslaloms äußerst beständig. Er stand fünfmal auf dem Podest und feierte im Slalom von Adelboden seinen fünften und letzten Weltcupsieg. Damit sicherte er sich mit einem Vorsprung von 35 Punkten auf den vierfachen Slalom-Saisonsieger Kalle Palander den Gewinn des Slalomweltcups. Entscheidend für den Gewinn der Disziplinenwertung war auch der Slalom vom 23. November 2003 in Park City gewesen, bei dem Schönfelder Zweiter (hinter Palander) wurde. Der Kärntner hatte sich im 1. Durchgang durch einen Streckenposten behindert gefühlt und hatte den Lauf wiederholen dürfen, und letztlich bestätigte die FIS am 1. Dezember das Resultat mit Schönfelder auf Rang 2.
Am 16. April 2004 wurde publik, dass Schönfelder unter Dopingverdacht stehe, weil er bei den Österreichischen Meisterschaften positiv auf die Substanz Etilefrin getestet wurde. Das von der Welt-Anti-Doping-Agentur während sportlicher Wettkämpfe verbotene Stimulans war in einem Medikament gegen Erkältung enthalten, das Schönfelder eingenommen hatte. Da er die Substanz nicht absichtlich zu sich genommen hatte, wurde er vom Österreichischen Skiverband (ÖSV) am 11. Mai nur mit einer Verwarnung belegt.
In der Saison 2004/05 blieb Schönfelder zwar ohne Sieg, doch mit drei Podestplätzen erreichte er hinter Benjamin Raich den zweiten Rang im Slalomweltcup. Erstmals konnte er in diesem Winter auch bei Großereignissen Medaillen gewinnen: Bei den Skiweltmeisterschaften 2005 in Bormio wurde er hinter Raich Zweiter im Slalom und zusammen mit seinen Teamkollegen Zweiter hinter der deutschen Mannschaft im erstmals ausgetragenen Mannschaftswettbewerb. Auch im nächsten Jahr stand er bei den Olympischen Winterspielen 2006 in Turin zweimal auf dem Podest: Er gewann hinter seinen Landsmännern Benjamin Raich und Reinfried Herbst die Bronzemedaille im Slalom und hinter Ted Ligety und Ivica Kostelić ebenfalls die Bronzemedaille in der Kombination. Im Weltcup erzielte Schönfelder in der Saison 2005/06 in seiner Spezialdisziplin Slalom nicht die Resultate der Vorjahre. Erstmals seit sechs Jahren blieb er ohne Podestplatz, weshalb er im Slalomweltcup auf den 14. Rang zurückfiel. Im Riesenslalom hingegen erreichte er beim Saisonauftakt am Rettenbachferner in Sölden mit Platz drei die beste Platzierung seiner Karriere. Nachdem Schönfelder bei Großereignissen bereits mehrmals mit guten Ergebnissen an Kombinationen teilgenommen hatte, startete er in diesem Winter auch im Weltcup erstmals bei Super-Kombinationen sowie in einem Super-G und erreichte in den Super-Kombinationen von Val-d’Isère und Chamonix zwei zweite Plätze.
Mit mehreren Top-10-Ergebnissen sowie einem dritten Platz in der Super-Kombination von Beaver Creek startete Schönfelder in den Weltcupwinter 2006/07. Im weiteren Saisonverlauf verschlechterten sich wegen gesundheitlicher Probleme allerdings die Platzierungen und häuften sich die Ausfälle, weshalb er in allen Disziplinenwertungen zurückfiel und im Gesamtweltcup erstmals seit acht Jahren nicht unter die besten 30 kam. Auch bei den Weltmeisterschaften 2007 in Åre standen nach einem Ausfall im Slalom lediglich ein 16. Platz in der Kombination und der 25. Rang im Riesenslalom zu Buche. Um seine Resultate wieder zu verbessern, ging Schönfelder als „Allrounder“ in die folgende Weltcupsaison 2007/08 und startete nun in allen fünf Disziplinen – also erstmals auch in der Abfahrt. Seine besten Ergebnisse erzielte er – wie schon in den letzten Jahren – in der Kombination bzw. Super-Kombination mit zwei dritten Plätzen in Kitzbühel und Chamonix. Im Slalom konnte er sich wieder etwas verbessern und in der Abfahrt überraschte er mit einem vierten Platz in Chamonix. Schließlich gelang ihm wieder der Sprung unter die besten 15 des Gesamtweltcups. Zudem wurde er 2008 österreichischer Meister im Super-G.
Die folgenden drei Jahre waren durch zahlreiche Verletzungen geprägt, die Schönfelder zu mehreren Rennpausen zwangen und aufgrund derer er kaum noch zählbare Resultate erreichte. Wegen einer Nervenschädigung im linken Unterschenkel, die er beim Einfahren zum ersten Riesenslalom in Sölden erlitten hatte, beendete er im Jänner die Saison 2008/09 vorzeitig, um nach einer Auszeit bereits mit der Vorbereitung auf die nächste Saison zu beginnen. Anfang Dezember 2009 erlitt er beim Abfahrtstraining auf der Birds-of-Prey-Piste in Beaver Creek eine Meniskusverletzung im linken Knie, die ihn neuerlich zu einer mehrwöchigen Pause zwang. Am 6. Januar kehrte er beim Slalom in Zagreb wieder in den Weltcup zurück, doch drei Wochen später beendete er nach missglückter Qualifikation für die Olympischen Winterspiele 2010 die Saison vorzeitig. Im Februar musste er sich wegen eines bis dahin unentdeckt gebliebenen Kreuzbandrisses einer Operation unterziehen. Ab Jänner 2011 nahm Schönfelder wieder an Weltcuprennen teil, doch bei seinen insgesamt acht Starts in der Saison 2010/11 blieb er ohne Ergebnis. Nach dem Winter wurde er aus dem Kader des ÖSV entlassen, weshalb er sich auf die Saison 2011/12 auf eigene Kosten vorbereiten musste.
Nach guten Trainingsleistungen, als er in der Vorbereitung mit zwei zweiten Rängen in Neuseeland aufzeigte, wurde Schönfelder auch im Winter 2011/12 vom ÖSV für Weltcupslaloms nominiert. In den ersten vier Rennen der Saison blieb er ohne Ergebnis, bis er am 8. Jänner 2012 mit Laufbestzeit im zweiten Durchgang den 14. Platz im Slalom von Adelboden erreichte und damit erstmals seit über zwei Jahren wieder Weltcuppunkte gewann. In der Saison 2012/13 blieb er ohne zählbares Ergebnis. Mitte Oktober 2013 gab Schönfelder bekannt, er wolle an den Olympischen Winterspielen 2014 teilnehmen. Doch zehn Tage später, am 26. Oktober, gab er spontan seinen Rücktritt bekannt. Unmittelbar vor dem ersten Rennen der Saison in Sölden befuhr er die Rennpiste in einem Skianzug aus den 1970er Jahren und verabschiedete sich auf diese Weise von den Fans.

### Abseits des Rennsports

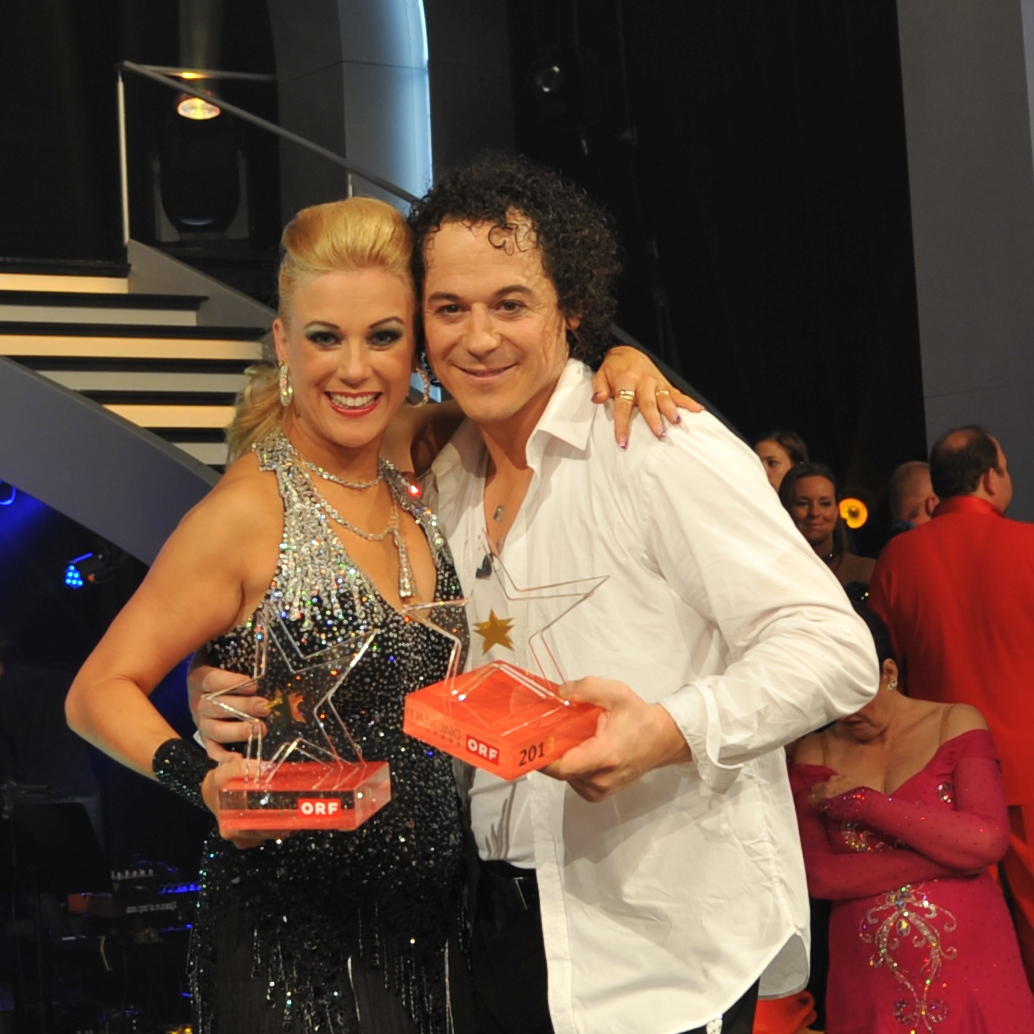
Schönfelder kurz nach seinem Dancing Stars-Sieg (2013)

Neben seiner Tätigkeit als Sportler trat Schönfelder auch als Sänger auf. Im Herbst 2001 erschien seine erste Single Schifoan und im Jänner 2003 die zweite Single Popmusic, die beide in die Top-20 der österreichischen Hitparade kamen. Mit seiner extrovertierten Art galt Schönfelder lange als „bunter Vogel“. Er war einige Zeit mit lackierten Fingernägeln zu sehen und trat in mehreren Fernsehshows und -serien auf. Für Aufsehen sorgte er im Jänner 2007 in Wengen, als er am trainingsfreien Tag eine Wette einlöste und nackt auf der Piste fuhr. Dafür wurde er vom Österreichischen Skiverband mit einem Tag sozialen Dienst bestraft. Sein Comeback zur Saison 2009/10 wurde mit der Filmkamera begleitet und im Internet in wöchentlichen Folgen ausgestrahlt.
2013 gewann er gemeinsam mit seiner Tanzpartnerin Manuela Stöckl die achte Staffel von Dancing Stars. Im selben Jahr lancierte er einen eigenen Investmentfonds, der nach Kriterien der Nachhaltigkeit geführt werden sollte, aber bereits im Jahr 2014 wieder geschlossen wurde.
Am 29. Januar 2016 eröffnete er gemeinsam mit Hermann Maier ein Hotel in St. Johann in Tirol. 2017 kam ein weiteres Hotel in Gosau in Oberösterreich und 2021 in Bad Kleinkirchheim in Kärnten dazu. Die drei Hotels werden unter dem Namen COOEE alpin Hotels betrieben und verfolgen das Ziel, gemütlichen und preiswerten Sporturlaub mit einer Vielzahl an Inklusivleistungen anzubieten.

## Erfolge

### Olympische Spiele
- Salt Lake City 2002: 4. Kombination
- Turin 2006: 3. Slalom, 3. Kombination, 8. Riesenslalom

### Weltmeisterschaften
- St. Anton 2001: 4. Kombination, 6. Slalom
- St. Moritz 2003: 10. Kombination
- Bormio 2005: 2. Slalom, 2. Mannschaftswettbewerb, 8. Riesenslalom
- Åre 2007: 16. Super-Kombination, 25. Riesenslalom

### Weltcupwertungen
Rainer Schönfelder gewann einmal die Disziplinenwertung im Slalom.
| Saison  | Gesamt | Gesamt | Abfahrt | Abfahrt | Super-G | Super-G | Riesenslalom | Riesenslalom | Slalom | Slalom | Kombination | Kombination |
| Saison  | Platz  | Punkte | Platz   | Punkte  | Platz   | Punkte  | Platz        | Punkte       | Platz  | Punkte | Platz       | Punkte      |
| ------- | ------ | ------ | ------- | ------- | ------- | ------- | ------------ | ------------ | ------ | ------ | ----------- | ----------- |
| 1995/96 | 115.   | 22     | –       | –       | –       | –       | 39.          | 22           | –      | –      | –           | –           |
| 1998/99 | 63.    | 97     | –       | –       | –       | –       | –            | –            | 24.    | 97     | –           | –           |
| 1999/00 | 25.    | 349    | –       | –       | –       | –       | 29.          | 42           | 7.     | 307    | –           | –           |
| 2000/01 | 28.    | 263    | –       | –       | –       | –       | 36.          | 37           | 9.     | 226    | –           | –           |
| 2001/02 | 26.    | 318    | –       | –       | –       | –       | –            | –            | 5.     | 318    | –           | –           |
| 2002/03 | 16.    | 517    | –       | –       | –       | –       | 31.          | 44           | 3.     | 473    | –           | –           |
| 2003/04 | 10.    | 727    | –       | –       | –       | –       | 21.          | 97           | 1.     | 630    | –           | –           |
| 2004/05 | 14.    | 485    | –       | –       | –       | –       | 21.          | 77           | 2.     | 408    | –           | –           |
| 2005/06 | 14.    | 567    | –       | –       | 35.     | 18      | 13.          | 169          | 14.    | 198    | 4.          | 182         |
| 2006/07 | 34.    | 271    | –       | –       | –       | –       | 18.          | 79           | 26.    | 86     | 8.          | 106         |
| 2007/08 | 15.    | 520    | 29.     | 66      | 53.     | 3       | 20.          | 86           | 17.    | 159    | 5.          | 206         |
| 2008/09 | 123.   | 14     | –       | –       | –       | –       | 49.          | 6            | 59.    | 8      | –           | –           |
| 2009/10 | 127.   | 11     | –       | –       | –       | –       | –            | –            | 50.    | 11     | –           | –           |
| 2011/12 | 113.   | 18     | –       | –       | –       | –       | –            | –            | 42.    | 18     | –           | –           |

### Weltcupsiege
Schönfelder errang 22 Podestplätze, davon 5 Siege:
| Datum             | Ort        | Land        | Disziplin |
| ----------------- | ---------- | ----------- | --------- |
| 6. Februar 2000   | Todtnau    | Deutschland | Slalom    |
| 20. Jänner 2002   | Kitzbühel  | Österreich  | Slalom    |
| 24. November 2002 | Park City  | USA         | Slalom    |
| 8. März 2003      | Shigakōgen | Japan       | Slalom    |
| 8. Februar 2004   | Adelboden  | Schweiz     | Slalom    |

### Europacup
- Saison 1999/2000: 3. Riesenslalomwertung
- 7 Podestplätze

### Juniorenweltmeisterschaften
- Voss 1995: 11. Slalom, 19. Riesenslalom, 32. Abfahrt
- Hoch-Ybrig 1996: 1. Riesenslalom, 1. Kombination, 2. Slalom, 12. Abfahrt, 12. Super-G

### Weitere Erfolge
- 2-facher österreichischer Meister (Kombination 1996, Super-G 2008)
- 4-facher Österreichischer Jugendmeister (Slalom Jugend I 1994, Kombination Jugend II 1995, Riesenslalom und Kombination Jugend II 1996)
- 1 Sieg im Nor-Am Cup (Slalom in Loveland am 16. November 2002)
- 12 Siege in FIS-Rennen

## Auszeichnungen
- 2004 Kärntner Sportler des Jahres
- 2006 Goldenes Ehrenzeichen des Landes Kärnten